# Antonio Resines
Antonio Fernández Resines (Torrelavega, Cantàbria, 7 d'agost de 1954) és un actor de cinema i de televisió espanyol.
Es va traslladar a Madrid on va començar la carrera de Dret, deixant-la més tard per la de Ciències de la informació a la Universitat Complutense, on va tenir com a companys de classe a Carlos Boyero i a Fernando Trueba. Junts van decidir rodar una pel·lícula Ópera prima.

## Filmografia
- En temporada baja (David Marqués, 2023)
- A todo tren. Destino Astúrias (Santiago Segura, 2021)
- Hasta que la boda nos separe (Dani de la Orden, 2020)
- Orígenes secretos (David Galán Galindo, 2020).
- Hasta que la boda nos separe (Dani de la Orden, 2020).
- Si yo fuera rico (Álvaro Fernández Armero, 2019).
- Ola de crímenes (Gracia Querejeta, 2018).
- La reina de España (Fernando Trueba, 2016).
- Investigación policial (Daniel Aguirre, 2013).
- Due uomini, quattro donne e una mucca depressa (Anna Di Francisca, 2012)
- Ni pies ni cabeza, (Antonio del Real, 2012)
- El sueño de Iván, (Roberto Santiago, 2011)
- Área de descanso, (Michael Aguiló, 2011).
- La daga de Rasputín (Jesús Bonilla, 2011).
- Don Mendo Rock ¿La venganza? (José Luis García Sánchez, (2010).
- Celda 211 (Daniel Monzón, 2009).
- Fuga de cerebros (Fernando González Molina, 2009).
- La Dama Boba (Manuel Iborra, 2006).
- Otros días vendrán (Eduard Cortés, 2005).
- El mundo alrededor (Alejandro Calvo-Sotelo, 2005).
- Tánger (Juan Madrid, 2004).
- Dos tipos duros (Juan Martínez Moreno, 2003).
- El oro de Moscú (Jesús Bonilla, 2003).
- Trileros (Antonio del Real, 2003).
- Besos de gato (Rafael Alcázar, 2003).
- El embrujo de Shanghai (Fernando Trueba, 2002).
- Marujas asesinas (Javier Rebollo, 2002).
- Al sur de Granada (Fernando Colomo, 2002).
- La caja 507 (Enrique Urbizu, 2002).
- El portero (Gonzalo Suárez, 2000).
- Pídele cuentas al Rey (Jose Antonio Quirós, 1999).
- La niña de tus ojos (Fernando Trueba, 1998).
- El tiempo de la felicidad (Manuel Iborra, 1997).
- Carreteras secundarias (Emilio Martínez Lázaro, 1997).
- La buena estrella (Ricardo Franco, 1997).
- Tranvía a la Malvarrosa (José Luis García Sánchez, 1996).
- La Ley de la frontera (Adolfo Aristarain, 1995).
- Todos los hombres sois iguales (Manuel Gómez Pereira, 1994).
- Acción mutante (Álex de la Iglesia, 1993).
- La marrana (José Luis Cuerda, 1992).
- Cómo ser mujer y no morir en el intento (Ana Belén, 1991).
- Todo por la pasta (Enrique Urbizu, 1991).
- El baile del pato (Manuel Iborra, 1989).
- El vuelo de la paloma (José Luis García Sánchez, 1989).
- Amanece, que no es poco (José Luis Cuerda, 1988).
- Moros y cristianos (Luis García Berlanga, 1987).
- La vida alegre (Fernando Colomo, 1987).
- Lulú de noche (Emilio Martínez Lázaro, 1986).
- Sé infiel y no mires con quién (Fernando Trueba, 1985).
- Sal gorda (Fernando Trueba, 1983).
- La colmena (Mario Camus, 1982).
- Vecinos (Alberto Bermejo, 1981).
- Ópera prima (Fernando Trueba, 1980).

## Televisió
- "Ciega a citas" (2014-¿?)
- Aída (2013) (Como a ell mateix)
- Aída (2012) (com a ell mateix)
- Cheers (2011)
- Soledad (2011)
- ¿Qué fue de Jorge Sanz? (2010)
- Saturday Night Live (Invitat especial 2009)
- Los Serrano (2003-2008)
- Robles, investigador (2000-2001)
- A las once en casa (1998-2001)
- 7 Vidas (2002)
- La vida de Rita (2003)
- Famosos y familia (1999)
- Ellas son así (1999)
- La banda de Pérez (1997)
- Los ladrones van a la oficina (1993-1996)
- Colegio Mayor (1993-1994)
- La mujer de tu vida 2: La mujer vacía (1994)
- Las chicas de hoy en día (1992)
- Crónicas del mal (1992)
- Eva y Adán: agencia matrimonial (1990)
- El séptimo cielo (1989)
- Clase media (1987)
- Popgrama (1979)

## Premis i candidatures
Premis Goya
| Any  | Categoria              | Pel·lícula          | Resultat  |
| ---- | ---------------------- | ------------------- | --------- |
| 1998 | Millor actor           | La buena estrella   | Guanyador |
| 1999 | Millor actor           | La niña de tus ojos | Candidat  |
| 2010 | Millor actor secundari | Celda 211           | Candidat  |

Fotogramas de Plata
| Any  | Categoria                 | Treball                                                                                              | Resultat  |
| ---- | ------------------------- | --- | --------- |
| 1986 | Millor actor de cinema    | Café, coca y puro Dos mejor que uno La reina del mate La vieja música Sé infiel y no mires con quién | Candidat  |
| 1991 | Millor actor de televisió | Eva y Adán, agencia matrimonial                                                                      | Guanyador |
| 1998 | Millor actor de cinema    | Carreteras secundarias El tiempo de la felicidad La buena estrella Tranvía a la Malvarrosa           | Candidat  |
| 1999 | Millor actor de cinema    | Entre todas las mujeres La niña de tus ojos Una pareja perfecta                                      | Guanyador |
| 1999 | Millor actor de televisió | A las once en casa                                                                                   | Candidat  |
| 2004 | Millor actor de televisió | Los Serrano                                                                                          | Guanyador |

Premis de la Unión de Actores
| Any  | Categoria                                      | Treball            | Resultat |
| ---- | ---------------------------------------------- | ------------------ | -------- |
| 1998 | Millor interpretació protagonista de cinema    | La buena estrella  | Candidat |
| 1999 | Millor interpretació protagonista de televisió | A las once en casa | Candidat |
| 2004 | Millor actor protagonista de televisió         | Los Serrano        | Candidat |
| 2005 | Millor actor protagonista de televisió         | Los Serrano        | Candidat |

TP de Oro
| Any  | Categoria                 | Sèrie                           | Resultat |
| ---- | ------------------------- | ------------------------------- | -------- |
| 1991 | Millor actor de televisió | Eva y Adán, Agencia Matrimonial | Candidat |
| 2004 | Millor actor de televisió | Los Serrano                     | Candidat |

Altres premis
- Premi Zapping per Los Serrano (2004).
- Premi del Festival de Màlaga (Premi Ricardo Franco) (1999).
- Premi Ondas al millor actor (ex aequo amb Jordi Mollà) per La buena estrella (1997).
- Medalla del Círculo de Escritores Cinematográficos per La buena estrella (1997).
- Premi del Festival Internacional de Cinema de Mar del Plata al millor actor (ex aequo amb Jordi Mollà) per La buena estrella (1997).
- Bronze al millor actor de la Guía del Ocio de Madrid per Sé infiel y no mires con quién (1985).